# 若宮卯之助
若宮 卯之助（わかみや ゆうのすけ、明治5年9月23日〈1872年10月25日〉 - 昭和13年〈1938年〉4月30日）は、日本の社会学者、新聞記者。国粋主義者、反ユダヤ主義思想家として知られた。慶應義塾大学社会学教授。原理日本社同人、国際政経学会常務理事、新聞「日本」社長兼主筆、中央新聞主筆等を歴任。号は泰山（たいざん）。

## 経歴
富山県西礪波郡埴生村（現・小矢部市）生まれ。
郷里の小学校を約2年で中退して曹洞宗に落飾し、のち上京して蕎麦屋の出前等の職を転々としながら1898年（明治31年）にアメリカ大陸に渡り、約10年間の放浪生活を経たのちに帰国して日本新聞社に入社したという異端の経歴を持つ人物である。帰国後、東亜研究所や『新東北』などに執筆し、『中央新聞』主筆となる。
1921年（大正10年）に田中一貞に見出されて、慶應義塾大学の講師として聘され、田中の亡き後、福谷益三・加田哲二・新館正国・奥井復太郎・藤林敬三・佐原六郎・米山桂三等々と共に慶應義塾における社会学の基礎を築くと共に、同大学教授の蓑田胸喜と共に原理日本社の機関紙『原理日本』に寄稿する。1925年（大正14年）には時の司法大臣小川平吉を擁して『日本新聞』を再創刊し、主筆に就任した。ここで独自の日本主義を主張し、「回教ユダヤ問題研究調査委員会」設立に動いた。
1933年（昭和8年）、故郷富山の『北陸日日新聞』に招かれ、主筆に就任した。しかし、オーナーの加藤金次郎と肌が合わず1年足らずで辞任、日本新聞社に復帰した。
1936年（昭和11年）、赤池濃（貴族院議員）が中心となって日本初の公式ユダヤ問題研究機関である国際政経学会が組織されると、小磯国昭・板垣征四郎・大久保弘一らの後援を受けて、增田正雄と共に常任理事に選出され、月刊『猶太研究』の編集を主導する。若宮はここで蒙古来襲とユダヤ人の征服陰謀論を主張し、軍の一部や政財界にユダヤ問題が注目され始め、軍令部の犬塚惟重も、これに大きな影響を受けた。
原理日本社関連の書物は敗戦後にGHQによって図書の焚書が行われたため、若宮の活動も判明していない部分が多い。胃潰瘍のため本郷神保病院で逝去、享年67。
後年、桜沢如一がユダヤ問題において最も尊敬する人物として、若宮を挙げているほか太田龍らに連なるユダヤ陰謀論（陰謀説）の原点を創った人物でもある。

## 著書
- 『若宮論集』（近代デジタルライブラリー、実業之世界社、1915年）
- 『猶太人問題』（財団法人奉公会、1924年）
- 『森村翁言行録』（大倉書店、1929年）
- 『２月以後』（東方書房、1937年）

## 翻訳書
- ジョージ・ウィリアム・ノックスTHE SPIRIT OF THE ORIENT『東洋文明論』（内外出版教会、1907年）
- デイビッド・スター・ジョーダン『二十世紀の青年に告ぐ』（内外出版教会、1908年）- 青年達を集めて催された講演「The call of 20th century」の翻訳